# Samsung Tower Palace
Samsung Tower Palace es un grupo de siete torres, denominadas A-G. Están situadas en Dogok-dong, Gangnam-gu, Seúl, Corea del Sur. Oscilan entre las 42 y las 72 plantas. Todas ellas fueron construidas entre 2002 y 2004 y son usadas como un complejo residencial de lujo. Tower Palace "G", que tiene 73 plantas y 264 metros (866 ft) de altura, fue el edificio más alto de Corea del Sur desde 2004 hasta que fue sobrepasada poe Northeast Asia Trade Tower en 2009. Su forma está descrita por tres lóbulos ovales que se unen.
Los constructores de Tower Palace instalaron medidas de seguridad de alta tecnología. Llaves de tarjeta expedidas a los residentes son requeridas en todas las entradas y ascensores. Se accede a ea entrada de cada residencia por un código numérico o por identificación de huellas dactilares.

Mucho en los edificios está altamente automatizado. Todo, como la iluminación, las cortinas, la red doméstica e incluso las lavadoras pueden ser configuradas para realizar determinadas acciones en un tiempo definido o cuando se active un modo desde los paneles de control. La casa entera puede ser controlada a través del teléfono móvil del dueño.
Un helipuerto está situado en la azotea de todos los edificios.